# Motorová jednotka 817

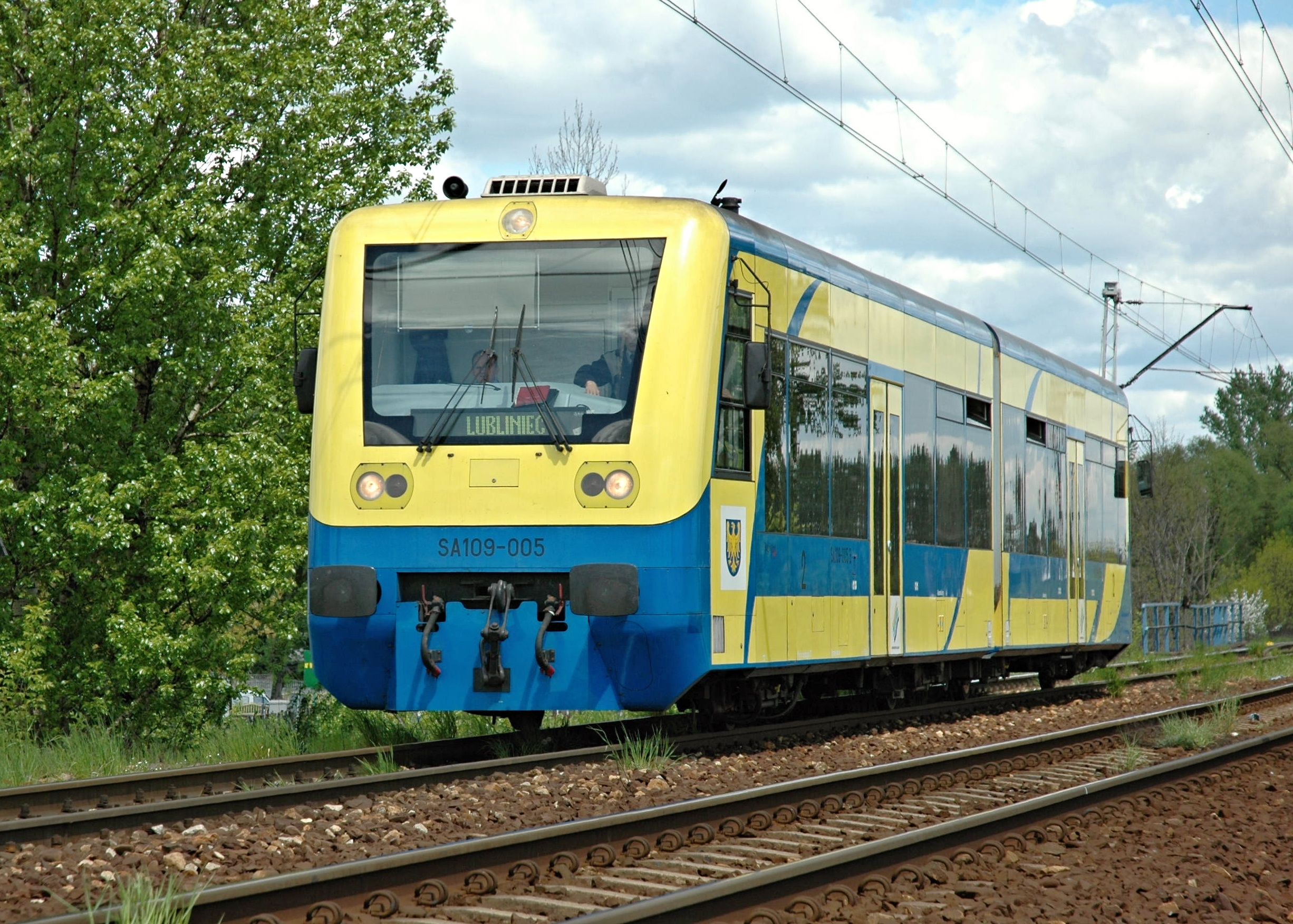
Jednotka SA109-005 ještě před svým prodejem z Polska do Česka

Motorová jednotka 817 je dvoučlánková nízkopodlažní motorová jednotka vyráběná polskou společností Kolejowe Zakłady Maszyn KOLZAM Racibórz pod továrním označením 212M. V Polsku tyto motorové jednotky jezdí pod označením SA109, do Česka byly dva kusy zakoupeny z druhé ruky dopravcem GW Train Regio.

## Provoz v Česku
V roce 2018 polský dopravce Koleje Śląskie nabídl v soutěži odprodej dvou jednotek, konkrétně čísel SA109-005 a SA109-011. Získala je česká společnost GW Train Regio (GWTR). 6. ledna 2019 dorazily obě jednotky do depa GWTR ve Volarech, kde čekaly na schválení do provozu na české infrastruktuře. Schválení předcházelo vykonání technicko-bezpečnostní zkoušky v úseku Ševětín – Veselí nad Lužnicí dne 17. října 2020. Jedna jednotka dostala firemní lak, druhá nikoli. Pro nadbytečnost nebyla ani jedna jednotka nasazena v pravidelném provozu. Obě jednotky byly po 6 letech prodány zpět do Polska společnosti Serwis Pojazdów Szynowych.

## Technické řešení
Motorové vozy řady 817, resp. SA109 jsou dvoučlánkové a nízkopodlažní. Pohon je zajištěn dvěma vznětovými motory Rába‑MAN D10 UTSLL, každý s výkonem 190 kW. Přenos výkonu je hydromechanický pomocí převodovky VOITH DIWA 864.3. Maximální provozní rychlost vozidla je 100 km/h. Vůz je schopen pojmout 73 sedících a 107 stojících cestujících.